# Leukämiehemmender Faktor

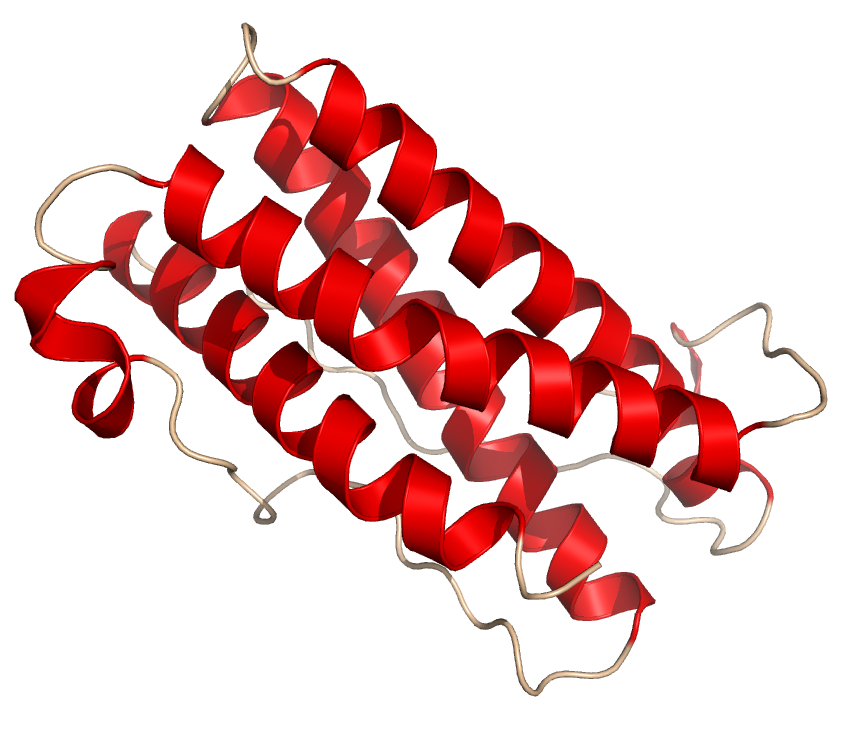
PDB 3D-LIF-Struktur

Leukämiehemmender Faktor, oder LIF, ist ein Zytokin der Interleukin-6-Klasse, das Zellwachstum durch Ausdifferenzierung hemmt. Wenn die LIF-Menge fällt, differenzieren die Zellen.

## Funktion
Der Name LIF kommt von der Fähigkeit des Moleküls, die terminale Differenzierung von Myeloid-Leukämiezellen einzuleiten und so das ungehemmte Wachstum zu verhindern. Andere Eigenschaften des Zytokins sind: Wachstumsförderung und Zelldifferenzierung verschiedener Zellen, Einfluss auf Knochen, Nervenzellentwicklung, Embryogenese und Entzündungsprozesse. LIF, das von p53 reguliert wird, scheint auch die Einnistung des Embryos zu erleichtern.

## Bindung/Aktivierung
LIF bindet an seinen Rezeptor LIFR-α, welches ein Heterodimer mit der GP130-Untereinheit formt. Dies führt zur Aktivierung der JAK/STAT (Janus kinase/signal transducer and activator of transcription) und MAPK (mitogen activated protein kinase) Kaskade.

## Expression
LIF wird normalerweise im Trophectoderm des sich entwickelnden Embryo produziert, wobei der LIF-Rezeptor in der inneren Zellmasse (ICM, Embryoblast) zu finden ist. Da embryonale Stammzellen während der Blastozyst-Phase aus der inneren Zellmasse kommen, führt die Entfernung der Stammzellen auch zum Verlust der LIF-Quelle.

## Benutzung in der Stammzellkultur
Entfernung des LIF führt zu Differenzierung der Zellen, aber sie erhalten ihr Wachstumspotential und ihre Pluripotenz. Deshalb wird es bei der embryonalen Stammzellkultur (aus Mäusen) zugesetzt. Es ist hierbei wichtig, die Zellen in einem undifferenzierten Zustand zu halten. Wird das Nanog-Gen überexprimiert, können Stammzellen auch ohne LIF gehalten werden. Üblicherweise wird also LIF dem Zellkulturmedium zugesetzt, um die Ausdifferenzierung der embryonalen Stammzellen zu verhindern.